# Erika Buchmann
Erika Buchmann (geb. Schollenbruch; * 19. November 1902 in München; † 19. November 1971 in Ost-Berlin) war eine deutsche Politikerin (KPD).

## Leben
Erika Buchmanns Vater, Rudolf Schollenbruch, war Arzt sowie in der SPD aktiv und wurde während der bayerischen Räterepublik zum Minister für das Gesundheitswesen ernannt. Nach der Gründung der Kommunistischen Partei Deutschlands (KPD) traten er und seine Frau dieser Partei bei. Die Tochter Erika trat dem Kommunistischen Jugendverband Deutschlands (KJVD) bei. Sie war auch in der Münchener Parteiorganisation tätig, nachdem sie vorher als Stenotypistin in der Redaktion der USPD-Zeitung Der Kampf gearbeitet hatte. Später arbeitete sie als Sekretärin in der KPD-Landtagsfraktion in München und war Frauenleiterin des KPD-Landessekretariats Südbayern. Vor 1933 arbeitete die Kommunistin und spätere Reichstagsabgeordnete Franziska Kessel in ihrem Haushalt als Dienst- und Kindermädchen.
Zu Beginn des NS-Regimes lebte sie in Korntal bei Ludwigsburg. Sie war mit dem ehemaligen KPD-Reichstagsabgeordneten Albert Buchmann verheiratet. 1933 wurde ihr Mann verhaftet, 1935 auch Erika Buchmann. Sie wurde zu dreieinhalb Jahren Gefängnis verurteilt. Nachdem sie diese Haftstrafe abgesessen hatte, brachte man sie ins Frauen-KZ Ravensbrück in Brandenburg, aus dem sie 1940 wieder entlassen wurde. Dies geschah auf persönliche Vorsprache ihres Vetters Theodor Walter Elbertzhagen beim Reichsführer SS Heinrich Luitpold Himmler. 1941 wurde sie erneut in das KZ Ravensbrück eingeliefert, wo sie bis zur Befreiung am 30. April 1945 verblieb.
Ihre Erlebnisse in Ravensbrück hat sie nach dem Krieg in den Büchern Frauen im Konzentrationslager und Die Frauen von Ravensbrück verarbeitet.
Nach dem Krieg arbeitete sie am politischen Neubeginn mit. Von 1945 bis 1949 war sie Gemeinderätin in Stuttgart. Außerdem gehörte sie ab 1952 der Verfassungsgebenden Landesversammlung an und war anschließend bis 1956 im ersten Landtag von Baden-Württemberg Landtagsabgeordnete für die KPD. Als 1956 vom Bundesverfassungsgericht das KPD-Verbot ausgesprochen wurde, siedelte sie in die DDR über.
Sie organisiert eine Ausstellung in der Mahn- und Gedenkstätte Ravensbrück und veröffentlichte 1961 die Publikation „Die Frauen von Ravensbrück“ mit Porträts inhaftierter Frauen, die mehrfach neu aufgelegt wurde.
Zusammen mit der Dramatikerin Hedda Zimmer entwarf Erika Buchmann das Theaterstück „Die Ballade von Ravensbrück“. Es wurde 1961 an der Berliner Volksbühne uraufgeführt.  Buchmann war in Organisationen von NS-Verfolgten und in der DDR, aber auch in der Sowjetunion als Zeitzeugin aktiv.
Die DDR-Führung zeichnete Erika Buchmann 1958 mit der „Medaille für Kämpfer gegen den Faschismus 1933-1945“ und 1970 mit der Ehrennadel in Gold der Gesellschaft für Deutsch-Sowjetische Freundschaft aus.  Am 20. November 1971 starb Erika Buchmann im Alter von 69 Jahren in Ost-Berlin.

## Werke
- Erika Buchmann: Frauen im Konzentrationslager. Stuttgart 1946.
- Erika Buchmann (Hrsg.): Die Frauen von Ravensbrück. Komitee der Antifaschistischen Widerstandskämpfer der DDR, Kongress-Verlag, Berlin, 1959.